# 潘展乐
潘展乐（2004年8月4日—），浙江省温州市永嘉县人，中华人民共和国男子游泳运动员，主攻自由泳，100米自由泳世界纪录保持者。
2024年7月31日，潘展樂在巴黎奧運會以46.40秒的成績打破世界紀錄獲得100米自由泳金牌。

## 生平

### 家庭
潘展乐的外祖父蒋捍东‌原籍安徽，早年担任温州永嘉中学的历史教师，后来被调任到永嘉县人武部从事国防教育工作。潘展乐的父亲潘建咸出生在浙江省永嘉县，母亲是温州鹿城人。潘展乐的爸爸妈妈都是温州某国企工人。

### 早期生涯
2019年，15岁的潘展乐在2019年中国夏季LC游泳锦标赛上首次亮相大型比赛。他参加了1500米自由泳比赛，以15:33.48的成绩夺冠。
在2020年中国奥运代表队选拔赛上，潘展乐以48秒74的成绩获得100米自由泳决赛第二名，仅落后何峻毅0.03秒。他还参加了200米和400米自由泳比赛。
2021年，潘展乐参加了全国游泳锦标赛和第十四届全运会。在这两项比赛中，他都参加了50米、100米和400米自由泳比赛。在全运会上，他在100米自由泳比赛中获得第三名，个人最好成绩为48.59秒。

### 国际首次亮相并取得突破
17岁那年，潘展乐在2021年世界短道游泳錦標賽上首次亮相国际比赛。他参加了200、400和 800米自由泳接力赛，帮助中国在这三个项目中均获得第五名。个人方面，潘展乐在100米自由泳半决赛中排名第11位。
次年，潘展乐在墨尔本举行的2022年世界短道游泳錦標賽100米自由泳比赛中获得并列第六名。他以45.77秒的成绩成为这项短道项目的亚洲纪录保持者。
2023年5月，潘展乐在全国游泳冠军赛100米自由泳比赛中，以47.22秒的成绩打破亚洲纪录，比之前的纪录快了0.34秒。
潘展乐在2022年亞洲運動會（因COVID-19疫情于2023年举行）上首次打开100米自由泳47秒大关，以46.97秒的成绩完赛，成为历史上第五位达到这一里程碑的男子选手。 在本次亚运会上，他还成为历史上第一位达成50米自由泳游进22秒内、100米自由泳游进47秒内、200米自由泳游进1分45秒内成就的运动员。

### 连破世界纪录，登顶奥运
2024年2月16日，潘展乐在卡塔尔多哈举行的2024年世界游泳錦標賽上获得100米自由泳冠军。几天前，他以46.80秒的成绩创造了新的100米自由泳世界纪录。本届世锦赛中，潘展乐一人获得四块金牌，打破孙杨的中国男子游泳选手单届冠军数纪录。
在2024年巴黎奥运会上，潘展乐在100米自由泳项目中获得金牌。他以46.40秒的成绩再次打破了自己的世界纪录，领先第二名达到了1.08秒，这是自1928年奥运会以来该项目最大胜利差距，而他在世界纪录上提高0.40秒的幅度也是自1976年以来最大的一次。在男子4x100米混合泳接力决赛中，潘展乐帮助中国队并以3分27秒46的总成绩赢得金牌，当天也是潘展乐20岁生日。这是自1960年该项目纳入奥运会以来，美国队首次被击败。潘展乐作为最后一棒入水时中国队处于第三位，但是潘展乐以历史上最快的男子100米自由泳分段成绩45秒92完成比赛，超过了美国队和法国队夺冠；他也打破了2008年北京奥运会贾森·莱扎克在4x100米自由泳接力中所创造的46秒06的最快分段记录，而当时还是快速泳衣时代。
2025年3月，列入“浙江青年五四奖章”拟表彰人选。

## 个人最佳
| 项目         | 时间        | 赛事                             | 日期           | 备注               |
| 长池（50m）  | 长池（50m） | 长池（50m）                      | 长池（50m）    | 长池（50m）        |
| ------------ | ----------- | -------------------------------- | -------------- | ------------------ |
| 50米自由泳   | 21.92       | 2022年亚运会                     | 2023年9月25日  |                    |
| 100米自由泳  | 46.40       | 2024年巴黎奥运会                 | 2024年7月31日  | 世界纪录           |
| 200米自由泳  | 1:44.65     | 2023年全国游泳冠军赛             | 2023年5月4日   |                    |
| 400米自由泳  | 3:45.58     | 2024年全国游泳冠军赛             | 2024年4月19日  |                    |
| 800米自由泳  | 7:59.15     | 2023年全国游泳冠军赛             | 2023年5月5日   |                    |
| 1500米自由泳 | 15:33.48    | 2019年全国夏季游泳锦标赛         | 2019年6月14日  |                    |
| 50米蝶泳     | 25.90       | 2023年全国春季游泳锦标赛         | 2023年3月19日  |                    |
| 100米蝶泳    | 1:01.87     | 2019年亚洲分龄游泳锦标赛         | 2019年9月25日  |                    |
| 200米混合泳  | 2:02.99     | 2020年全国游泳冠军赛             | 2020年10月1日  |                    |
| 400米混合泳  | 4:34.40     | 2019年亚洲分龄游泳锦标赛         | 2019年9月25日  |                    |
| 短池（25m）  |             |                                  |                |                    |
| 50米自由泳   | 21.54       | 2022年墨尔本短池游泳世锦赛选拔赛 | 2022年10月27日 |                    |
| 100米自由泳  | 45.77       | 2022年墨尔本短池游泳世锦赛       | 2022年12月15日 | 亚洲纪录           |
| 200米自由泳  | 1:41.59     | 2024年新加坡短池游泳世界杯       | 2024年11月2日  | 全国纪录           |
| 400米自由泳  | 3:36.43     | 2024年仁川短池游泳世界杯         | 2024年10月24日 |                    |
| 800米自由泳  | 7:35.30     | 2024年仁川短池游泳世界杯         | 2024年10月25日 | 赛会纪录；全国纪录 |
| 100米混合泳  | 51.78       | 2024年上海短池游泳世界杯         | 2024年10月18日 |                    |

## 游泳纪录
| 项目                                                               | 时间     | 赛事                 | 比赛日期       |
| 世界纪录                                                           | 世界纪录 | 世界纪录             | 世界纪录       |
| ------------------------------------------------------------------ | -------- | -------------------- | -------------- |
| 100米自由泳                                                        | 46.40    | 2024年巴黎奥运会     | 2024年7月31日  |
| 亚洲纪录                                                           |          |                      |                |
| 100米自由泳（短池）                                                | 45.77    | 2022年墨尔本世锦赛   | 2022年12月15日 |
| 4×100公尺自由式接力 （中國隊－潘展樂、陳俊兒、洪金權、王浩宇）     | 3:10.88  | 2023年亚运会         | 2023年9月28日  |
| 4×100公尺混合式接力 （中國隊－徐嘉余、覃海洋、王長浩、潘展樂）     | 3:27.01  | 2023年亚运会         | 2023年9月26日  |
| 混合4×100公尺自由式接力 （中國隊－潘展樂、王浩宇、李冰潔、余依婷） | 3:21.18  | 2024年多哈世锦赛     | 2024年2月17日  |
| 全国纪录                                                           |          |                      |                |
| 4×200公尺自由式接力 （中國隊－季新杰、王浩宇、潘展乐、张展硕）     | 7:01.84  | 2024年多哈世锦赛     | 2024年2月16日  |
| 800米自由泳（短池）                                                | 7:35.30  | 2024年仁川游泳世界杯 | 2024年10月26日 |
| 赛会纪录                                                           |          |                      |                |
| 800米自由泳（短池）                                                | 7:35.30  | 2024年仁川游泳世界杯 | 2024年10月26日 |

## 外部連結
- 潘展乐在FINA（英语）
- 潘展乐在SwimRankings.net（英语）
- 潘展乐在Olympics.com（英语）
- 潘展乐的新浪微博
- 潘展乐的Instagram帳戶

| 紀錄                   | 紀錄                                                           | 紀錄        |
| ---------------------- | -------------------------------------------------------------- | ----------- |
| 前任： 达维德·波波维奇 | 男子100米自由泳比賽 世界紀錄保持者 (長池) 2024年2月11日 – 至今 | 繼任： 現任 |
| 前任： 宁泽涛          | 男子100米自由泳比賽 亞洲紀錄保持者 (長池) 2023年7月27日 – 至今 | 繼任： 現任 |